# Josephine Onyia
Josephine Onyia Nnkiruka (Surulere, Nigeria, 15 de julio de 1986) es una atleta española, especializada en la prueba de 100 m vallas. Actualmente es la plusmarquista española en 100 m vallas con una marca de 12.50 realizada en Berlín el 1 de junio de 2008 y batiendo por siete centésimas la plusmarca de Glory Alozie. El 28 de enero de 2016 fue suspendida de por vida por dopaje por la IAAF tras su cuarto positivo detectado en un control realizado el 1 de agosto de 2015 en el Campeonato de España.
Sus marcas mejoraron en muy poco tiempo, especialmente en sus pruebas, los 60 y 100 metros vallas, por lo que rápidamente entró a formar parte del grupo de entrenamiento de vallistas que dirige en Valencia Rafael Blanquer. En 2008 alcanzó la final en 60 m vallas de los Campeonatos Mundiales en Pista Cubierta celebrados en Valencia, quedando 8ª y última al caerse en la última valla. Era una de las esperanzas españolas para conseguir medalla en los Juegos Olímpicos de Pekín 2008 pero fue eliminada en semifinales. En 2016, tras reanalizar sus muestras de Pekín 2008, fue descalificada de esos Juegos Olímpicos por dopaje.

## Sanciones por dopaje
En 2008 la atleta dio positivo en distintos controles antidopaje. El positivo de Onyia se produjo en una competición fuera de España. En septiembre del 2008 compitió el día 2 en Lausana, el 5 en Bruselas, el 6 en París y el 13 en Stuttgart. En los Europeos en pista cubierta de Turín, Onyia no compitió por enfermedad, según la explicación oficial de Rafael Blanquer, pese a que viajó con el equipo.
No participó en el Mundial de Atletismo de Daegu de 2011 por tener un positivo por un estimulante del sistema nervioso, si bien la Federación Española de Atletismo aseguró que se debía a que no se había recuperado de una lesión.
En 2015 dio positivo por cuarta vez en un control antidopaje durante el Campeonato de España. Había sido seleccionada para participar en los Mundiales de Pekín, pero fue apartada del equipo. Debido a ello, el 28 de enero de 2016 fue suspendida de por vida.
En 2016, tras reanalizar sus muestras de los Juegos Olímpicos de Pekín 2008, dio positivo por un alto nivel de metabolitos, por lo que fue descalificada de la prueba.

## Marcas personales
- 60 m lisos - 7,24s (Peanía, 13 de febrero de 2008).
- 60 m vallas - 7,84s (Valencia, 8 de marzo de 2008).
- 100 m lisos - 11,37s (Albufeira, 26 de mayo de 2007).
- 100 m vallas - 12,50s (Berlín, 1 de junio de 2008). Plusmarca española.